# Claude Ardid
Claude Ardid est un journaliste, grand reporter et écrivain français.

## Parcours
Il a travaillé à Var-Matin comme grand reporter puis à Nice-Matin de 1979 à 1998.
En 1998, il intègre l'agence CAPA à Paris pour réaliser des reportages pour les émissions Argent public, Envoyé spécial et rejoindre le réalisateur Christian Poveda pour une série de documentaires pour Canal+, Citoyen Klarsfeld, avant de réaliser lui-même Au web citoyen, pour France 5.
En octobre 2001, il rejoint l'équipe de Complément d'enquête de France 2.
En 2003, il obtient le Grand Prix de l'enquête et le Grand Prix de la maison d'arrêt au Festival du scoop d'Angers pour son reportage sur la canicule en France : Canicule : les dysfonctionnements d'un système.
En 2008, il réalise son premier documentaire-fiction sur mai 68 pour France 3, France 5 et la RTBF. Fiction adaptée d'un livre d'Edouard Balladur L'Arbre de Mai, avec notamment les acteurs François Marthouret et Cyrille Eldin, documentaire produit par Endemol Fiction.
En 2009, il coécrit un scénario sur l'assassinat de la députée Yann Piat pour Canal+.
En 2010, il coécrit et réalise un documentaire sur Véronique Sanson, Véronique Sanson, une fée sur son épaule, produit par Endemol Fiction et diffusé sur France 5 le 5 mars 2010
Il est l'auteur de deux ouvrages sur l'affaire Yann Piat, d'un premier roman noir, Belles et putes pour la collection Le Poulpe, et d'un autre roman, Var, qui s'inspire de faits divers survenus dans le département du Var.

## Œuvres
- 1993 : préface de Tarzan : L'Intégrale, vol. 1, Edgar Rice Burroughs, dessins de Burne Hogarth, Soleil Productions, Toulon, 111 p.  (ISBN 2-87764-164-3)
- 1995 : Ascenseur pour les fachos, avec Luc Davin, Plein Sud, Toulon, 240 p.  (ISBN 2-87764-432-4)
- 1995 : Ils ont tué Yann Piat, préf. d'Antoine Gaudino, postface de Boris Cyrulnik, Plein Sud, Toulon, 252 p.  (ISBN 2-87764-317-4)
- 1999 : Belles et putes, Baleine, coll. « Le Poulpe » (no 171), Paris, 149 p.  (ISBN 2-84219-223-0)
- 2008 : Yann Piat : L'Histoire secrète d'un assassinat, avec Jacques-Marie Bourget, Plon, Paris, 256 p.  (ISBN 2-259-18867-2)
- 2009 : Var, Toucan, coll. « Toucan noir / Les Mat-Sperone », Boulogne-Billancourt, 207 p.  (ISBN 978-2-8100-0137-8)
- 2010 : Une maison qui brûle ? Enquête sur 250.000 pompiers français, Denoël, coll. « Impact », Paris, 280 p.  (ISBN 978-2-207-10915-1)
- 2016 : Les secrets de l'affaire Yann Piat, Manufacture de livre éditions, 288 p.  (ISBN 978-235-887137-2)
- 2023 : Les enfants du purgatoire, L'Observatoire,  (ISBN 9791032917992)
- 2025 : À cœurs perdus : Enquête sur la prostitution des mineures, avec Nadège Hubert, Mareuil Éditions, Paris, 382p.  (ISBN 978-2372543972)